# Norbert Scherbaum (Mediziner)

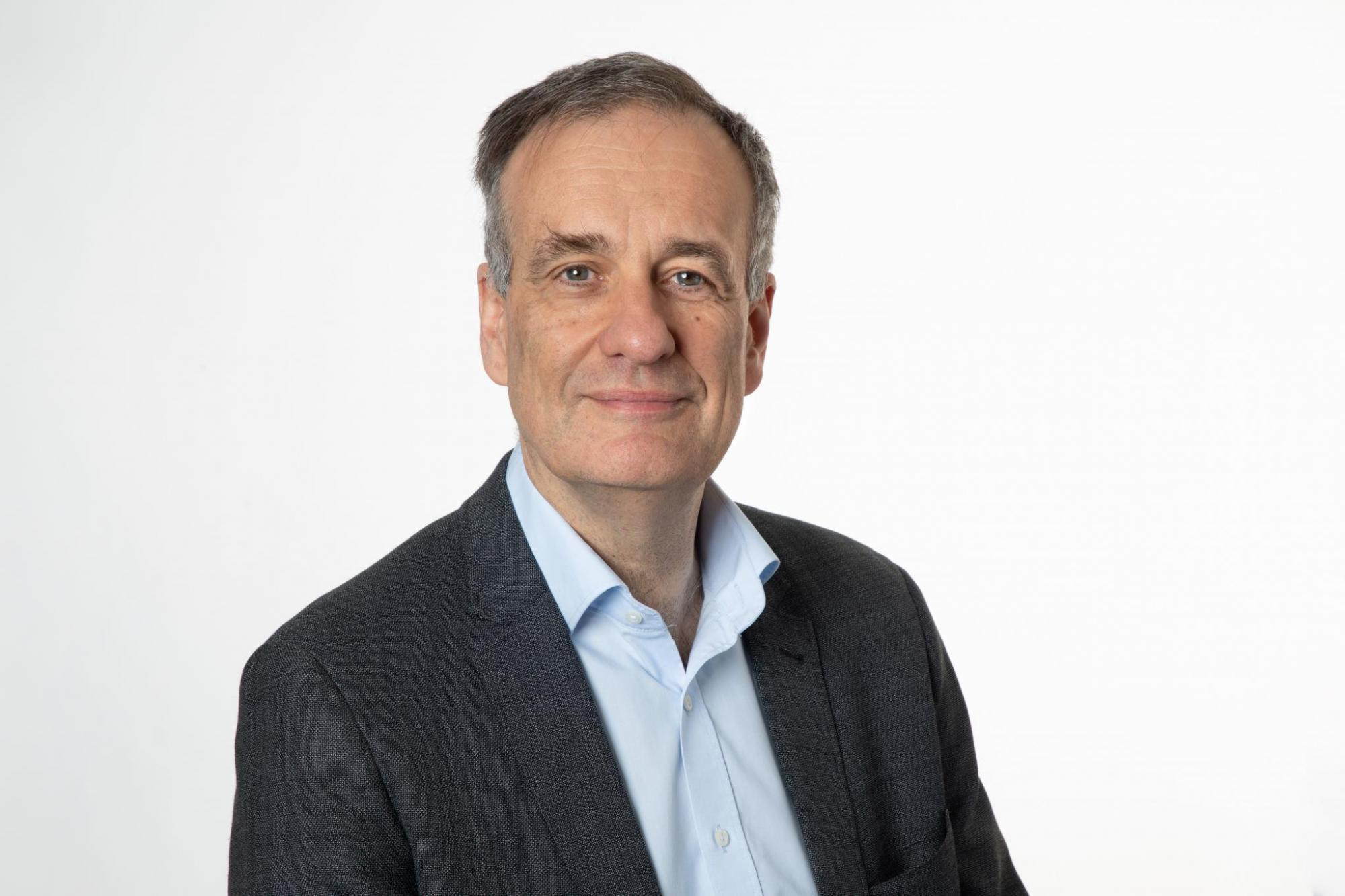
Norbert Scherbaum (2019)

Norbert Scherbaum (* 29. Juli 1961 in Essen) ist ein deutscher Psychiater und Hochschullehrer. Er ist Professor für klinische Suchtforschung an der Universität Duisburg-Essen und ärztlicher Leiter der Kliniken für Psychiatrie und Psychotherapie und für Abhängigkeitserkrankungen und Suchtmedizin an der LVR-Universitätsklinik Essen. Im Jahr 2021 wurde er zum Vorstandsvorsitzenden der Deutschen Hauptstelle für Suchtfragen (DHS) gewählt.

## Leben
Nach seinem in Essen absolvierten Abitur studierte Scherbaum mit einem Stipendium der Studienstiftung des Deutschen Volkes ab 1981 Medizin an der Universität-Gesamthochschule Essen und an der Universität London. Er schloss das Studium 1987 in Essen ab. Scherbaum leistete danach seinen Bundeswehrdienst als Stabsarzt bei der Bundesluftwaffe und forschte parallel am Psychologischen Institut der Universität Hamburg. Er absolvierte eine Ausbildung zum Facharzt für Psychiatrie und Psychotherapie sowie zum Facharzt für Kinder- und Jugendpsychiatrie an den LVR-Kliniken Düsseldorf und Essen. Seine Promotion schloss Scherbaum 1991 an der Universität Hamburg ab. Von 1991 bis 1994 war er an der Abteilung für Kinder- und Jugendpsychiatrie des LVR-Klinikums Essen unter der Leitung von Christian Eggers tätig.
Scherbaum wurde 1995 Oberarzt in der Allgemeinen Psychiatrie des LVR-Klinikums Essen unter Chefarzt Markus Gastpar. Im Jahr 1998 hatte er einen mehrmonatigen Forschungsaufenthalt am Brookhaven National Laboratory im US-Bundesstaat New York. Er spezialisierte sich insbesondere auf dem Gebiet Suchtmedizin und habilitierte 2002 mit Arbeiten zur Substitutionstherapie Opioidabhängiger.
Im Jahr 2004 wurde Scherbaum Direktor der neu geschaffenen Klinik für abhängiges Verhalten und Suchtmedizin des LVR-Klinikums Essen und Professor für klinische Suchtforschung an der Universität Duisburg-Essen. Seit 2013 ist er zudem Direktor der Klinik für Psychiatrie und Psychotherapie. Im Jahr 2014 übernahm er die Position des ärztlichen Direktors des Klinikums, die er bis 2022 innehatte.
Scherbaum forscht insbesondere zu suchtmedizinischen Aspekten der Opiatabhängigkeit, so zur Verbesserung der Substitutionsbehandlung, zur Evaluation der Opiatentzugsbehandlung, Erfassung und Behandlung von komorbiden psychischen Störungen, Evaluation von Drogenkonsumräumen oder zum „Turboentzug“. Weitere Forschungsfelder sind unter anderem der Gebrauch neuer psychoaktiver Substanzen und der Missbrauch zugelassener Arzneimittel wie Anästhetika, Opiatanalgetika und Antiepileptika.
Norbert Scherbaum ist seit 2010 Mitglied im Sachverständigenausschuss des Bundesministeriums für Gesundheit zur Bewertung von Suchtmitteln. Seit 2011 ist er Mitglied des Ausschusses Sucht und Drogen der Bundesärztekammer. Der Ausschuss berät den Vorstand der Bundesärztekammer zu medizinisch-wissenschaftlichen Fragen im Zusammenhang mit dem Thema Drogen. Im Dezember 2021 wurde er zum Vorsitzenden des Vorstandes der Deutschen Hauptstelle für Suchtfragen (DHS) gewählt. Seit 2025 ist Scherbaum Mitglied der Nordrhein-Westfälischen Akademie der Wissenschaften und der Künste.

## Veröffentlichungen
Bücher
- Das Drogentaschenbuch. 5., vollständig überarbeitete und erweiterte Auflage. Georg Thieme Verlag, Stuttgart 2017, ISBN 978-3-13-168725-8.

Als Herausgeber
- mit Andreas Heinz, Anil Batra und Euphrosyne Gouzoulis-Mayfrank: Neurobiologie der Abhängigkeit: Grundlagen und Konsequenzen für Diagnose und Therapie von Suchterkrankungen. Kohlhammer, Stuttgart 2012, ISBN 978-3-17-021474-3.

Artikel in Fachzeitschriften (Auswahl) 
- mit Udo Bonnet, Andreas Schaper und Michael Soyka: Phenibut – ein illegales Nahrungsergänzungsmittel mit psychotropen Effekten und Gesundheitsrisiken. In: Deutsches Ärzteblatt. Jahrgang 121, Heft 7, 5. April 2024, S. 222–227.
- mit Udo Bonnet: Neurobiologie der Opioidabhängigkeit. In: Der Schmerz. Band 32, 2018, S. 483–494; auch in: Anaesthesist. Band 68, 2019, S. 179–190.
- mit J. Timm, F. Richter, Udo Bonnet, J. Bombeck, S. Lajos und M. Specka: Outcome of a hepatitis B vaccination program for clients of a drug consumption facility. In: Journal of Clinical Virology. Band 106, 2018, S. 28–32.
- mit F. Schifano und Udo Bonnet: New Psychoactive Substances (NPS) - a Challenge for the Addiction Treatment Services. In: Pharmacopsychiatry. Band 50, 2017, S. 116–122.
- mit Udo Bonnet: How addictive are gabapentin and pregabalin? A systematic review. In: European Neuropsychopharmacology. Band 27, 2017, S. 1185–1215.
- mit S. M. Apelt, Goelz, M. Backmund und Michael Soyka: Safety, Effectiveness and Tolerance of Buprenorphine-Naloxone in the Treatment of Opioid Dependence: Results from a Nationwide Non-Interventional Study in Routine Care. In: Pharmacopsychiatry. Band 46, 2013, S. 94–107.
- mit H. Dirks, S. Esser, R. Borgmann und anderen: Substance use and sexual risk behaviour among HIV-positive men who have sex with men in specialized out-patient clinics. In: HIV Medicine. Band 13, 2012, S. 533–540. link
- mit Udo Bonnet: Cannabisbezogene Störungen. In: Fortschritte der Neurologie Psychiatrie. Band 78, 2010, S. 297–302.
- mit M. Specka, J. Bombeck und B. Marrziniak: Drug consumption facility as part of a primary health care centre for problem drug users - which clients are attracted? In: International Journal of Drug Policy. Band 20, 2009, S. 447–449.
- mit M. Specka: Factors influencing the course of opiate addiction. In: International Journal of Methods in Psychiatric Research. Band 17, Suppl 1, S. S39–S44 2008.
- mit S. Klein, H. Kaube, P. Kienbaum, J. Peters und M. Gastpar: Alternative strategies of opiate detoxification: Evaluation of the so-called ultra-rapid detoxification. In: Pharmacopsychiatry. Band 31, 1998, S. 205–209.
- mit M. Gastpar: Die Substitution mit Methadon als Therapieansatz in der Behandlung Opiatabhängiger. In: Der Nervenarzt. Band 62, 1991, S. 529–535.